# Чео Лан
Чеолан (тайск. เชี่ยวหลาน) — водохранилище в провинции Сураттани, Таиланд. Главная достопримечательность национального парка Кхао Сок. Площадь водохранилища 165 км². Глубина в некоторых местах достигает 150 м. Чеолан считается одним из самых чистых водоёмов Азии. Оно не пострадало от загрязнений, связанных с промышленностью, и находится под защитой государства.

## История
В 1980-х годах по указу Короля Таиланда Рамы IX на реке Пхосэнг начали строительство дамбы Rajjaprabha Dam (буквальный перевод «свет Королевства») и гидроэлектростанции. В 1987 году долина была затоплена и пять деревень оказались под водой. Жителей этих деревень переселили и наделили эксклюзивными правами на ведение в этом районе туристического бизнеса. Впервые в истории Таиланда была предпринята попытка спасти животных с затопляемой территории. За 18 месяцев было отловлено и 1364 особи 116 видов и выпущено на охраняемые территории поблизости. Многие считали затопление территорий древнего вечнозелёного леса катастрофой.

## Фауна
В водохранилище обитает множество пресноводных рыб, создавая кормовую базу для местной популяции птиц, насчитывающей до 311 видов. Несмотря на негативное влияние на экосистему при создании, сейчас водохранилище способствует увеличению популяции живых существ: вода приманивает насекомых, которые кормят рыб, птиц, мелких животных, являющихся добычей более крупных существ и т. д.